# Judith Esser Mittag
Judith Esser Mittag (* 12. November 1921; † 1. Mai 2020) war eine deutsche Gynäkologin.
Judith Esser Mittag studierte von 1940 bis 1945 Medizin an der Universität zu Köln und an der Universität Bonn. 1945 erfolgte sowohl die Approbation wie auch die Promotion. 1947 beriet sie den Ingenieur Carl Hahn und den Juristen Heinz Mittag, den sie später heiratete, bei der Entwicklung des o.b.-Tampons.
Seit 1951 war Esser Mittag Fachärztin für Frauenkrankheiten und Geburtshilfe. 1952 gründete sie die Ärztliche Gesellschaft zur Gesundheitsförderung der Frau, deren Schriftführerin sie bis 1998 war. 1978 gehörte sie zu den Gründungsmitgliedern der Arbeitsgemeinschaft Kinder- und Jugendgynäkologie innerhalb der Deutschen Gesellschaft für Gynäkologie und Geburtshilfe. Esser Mittag hat sich besonders um die Kinder- und Jugendgynäkologie sowie die sexuelle Aufklärung von Jugendlichen verdient gemacht.
Am 5. Oktober 2009 wurde Esser Mittag im Düsseldorfer Ständehaus von Ministerpräsident Jürgen Rüttgers der Verdienstorden des Landes Nordrhein-Westfalen verliehen. Ihr zu Ehren wurde der Judith-Esser-Mittag-Preis benannt.

## Schriften
- Pädiatrische Gynäkologie (Mitverfasserin), Springer, Berlin u. a. 1987, ISBN 3-540-17805-8 / ISBN 0-387-17805-8.
- Der Liebe auf der Spur. Das Buch zur achtteiligen Spielfilmserie über Liebe und Sexualität (Mitverfasserin), Albanus, Düsseldorf 1989, ISBN 3-9802057-0-3.
- Jugendsexualität heute. Tabus - Konflikte - Lösungen, Beltz und Quadriga, Weinheim und Berlin 1994, ISBN 3-88679-236-6.
- Frauen in Gesundheit und Krankheit. Die neue frauenheilkundliche Perspektive, Trafo, Berlin 1996, ISBN 3-930412-96-9.
- Kinder- und Jugendgynäkologie. Atlas und Leitfaden für die Praxis (Hrsg. mit Alfred S. Wolf), Schattauer, Stuttgart 1996, ISBN 3-7945-1558-7.